# Menemerus pentamaculatus
Menemerus pentamaculatus är en spindelart som beskrevs av Hu 200. Menemerus pentamaculatus ingår i släktet Menemerus och familjen hoppspindlar. Inga underarter finns listade i Catalogue of Life.